# Michael Henrik Ljunggren
Michael Henrik Ljunggren, född 30 juni 1824 i Ingelstorps socken, Kristianstads län, död 27 oktober 1881, var en svensk kornettist.
Ljunggren, som var fanjunkare, var på sin tid en av Sveriges främsta kornettister samt under en period anställd som stabstrumpetare vid Smålands husarregementes musikkår i Eksjö. Han var anförare för Småländska husarkvintetten, vilken 1857–1859 uppträdde på konserter såväl i huvudstaden som i landsorten och skördade för sina prestationer stort bifall. Han invaldes 1857 som associé av Kungliga Musikaliska Akademien.